# 마리아 시콜로네
마리아나 피아 "마리아" 비야니 시콜로네(이탈리아어: Marianna Pia "Maria" Villani Scicolone, 1938년 5월 11일 ~ )는 이탈리아의 텔레비전 배우, 칼럼니스트, 가수이다.
시콜로네는 로마에서 로밀다 빌라니와 리카르도 시콜로네 무리요 사이에서 태어났으며, 어머니와 언니인 배우 소피아 로렌과 함께 포주올리와 나폴리 사이에서 자랐다. 그녀의 아버지는 로렌의 돈을 지불한 후에야 그녀의 세월을 알아보셨다.
시콜로네는 로마노 무솔리니(이탈리아 파시스트 독재자 베니토 무솔리니의 아들)의 첫 번째 부인으로 1962년 결혼하여 두 딸(알레산드라와 엘리자베타)을 두었다.